# Nautilus Minerals
Nautilus Minerals Inc. ist ein Unternehmen aus Kanada mit Firmensitz in Vancouver. Das Unternehmen ist an der Toronto Stock Exchange im Aktienindex S&P/TSX 60 notiert.
Zu den Aktionären der Gesellschaft zählen die omanische MB Holding (27 %) und Metalloinvest aus Russland (15 %). Nautilus Minerals beschäftigt sich mit der Erforschung des Meeresbodens für den Abbau von Massivsulfiderzen (englisch Seafloor Massive Sulfides, SMS). Das Unternehmen konzentriert sich vor allem auf das Projekt Solwara 1, das sich in den Hoheitsgewässern von Papua-Neuguinea vor den Küsten der zu Papua-Neuguinea gehörenden Inseln Neubritannien und Neuirland befindet. Ab Herbst 2011 will Nautilus Minerals hier in 1700 m Wassertiefe unter dem Meeresspiegel mit dem Abbau von Meeresboden-Massivsulfiden beginnen.
Nautilus Minerals verfügt über mehr als zehn weitere potenzielle Lagerstätten in der Bismarcksee (Solwara 2–13). Zwei aussichtsreiche Projekte befinden sich nahe dem Gebiet Solwara 1 in rund 1700 m Tiefe. Niugini Nautilus Minerals Limited (NMN), und Nautilus Minerals Limited Ozeanien (NMO) sind hundertprozentige Tochtergesellschaften der Gesellschaft.